# Kanton Alban
Kanton Alban (francouzsky Canton d'Alban) je francouzský kanton v departementu Tarn v regionu Midi-Pyrénées. Tvoří ho sedm obcí.

## Obce kantonu
- Alban
- Curvalle
- Massals
- Miolles
- Paulinet
- Saint-André
- Teillet